# 麥氏燕尾鮗
麥氏燕尾鮗（学名：[Assessor macneilli] 错误：{{Lang}}：文本有斜体标记（帮助））為輻鰭魚綱鱸形目鱸亞目七夕魚科的其中一種，分布於中西太平洋區的大堡礁及新喀里多尼亞海域，棲息深度2-20公尺，體長可達6公分，棲息在潟湖或海草床，屬肉食性，雄魚有護卵的行為，可作為觀賞魚。